# Drosera falconeri
Drosera falconeri este o specie de plante carnivore din genul Drosera, familia Droseraceae, ordinul Caryophyllales, descrisă de Tsang și Kondo.
Este endemică în:
- Northern Territory.
- Ashmore-Cartier Is..
- Western Australia.

Conform Catalogue of Life specia Drosera falconeri nu are subspecii cunoscute.

## Galerie